# José Cabrera Díaz
Carlos José Cabrera Díaz (Santa Cruz de Tenerife, España, 28 de mayo de 1875 - La Habana, Cuba, 6 de agosto de 1939) fue un destacado periodista y luchador social hispano-cubano.

## Biografía
Nació el 28 de mayo de 1875 en Santa Cruz de Tenerife, Islas Canarias, hijo de Juan Cabrera y Josefa Díaz. Cursó la enseñanza primaria en su ciudad natal. Se graduó de Bachiller en el Instituto de Segunda Enseñanza de Santa Cruz de la Palma. Por la mala situación económica de la familia no pudo continuar estudios superiores por tenerlos que realizar en la Península. Escribió sus primeros ensayos periodísticos combatiendo los turbios manejos de la administración pública, la explotación de que estaban siendo objetos los obreros por parte de los patronos y la carencia de libertad.
En el año 1893 se inició en la Masonería y por su constante labor eficiente y valiosa, alcanzó los grados más altos de la fraternidad. Llegó a presidir el comité de propaganda y acción masónicas de Cuba en 1921.
Por corresponder a su edad fue reclutado por el Ejército y enviado en 1896 a las Islas Filipinas, a la guerra que sostenían sus naturales contra España por su independencia. A su regreso escribió sobre los atropellos cometidos por el Ejército español, por lo que fue condenado y encarcelado.
Colaboró en distintos periódicos, tales como: “El Memorandum”, “El Pueblo”, “La Palestra”, “La Luz”, “El Telégrafo”, “El Orden”, “El Iriarte”, “El Diario de Aviso”, “El Obrero” y otros.
En 1900 tuvo que emigrar a Cuba por sus actividades proletarias. Escribe en el “Diario de la Marina”, uno de los periódicos más importantes del país. Vuelto a Canarias es nuevamente condenado cuando censura los atropellos de que fue objeto el pueblo tinerfeño y condenado a ocho años de cárcel por su artículo “Militares y Paisanos”. Más tarde fue amnistiado. A su fecunda labor se debió la fundación de los gremios de Santa Cruz de Tenerife y de todas las islas del archipiélago, saliendo electo primero presidente de los tipógrafos retirados y más tarde de la agrupación regional. Conjuntamente a la labor obrera que realizaba, regenteaba una poderosa compañía importadora canaria, la Casa Brage y administraba el órgano periodístico  “El Obrero”. Contrajo nupcias en 1905 con Eloisa Gómez, comprovinciana suya.
Emigra nuevamente a Cuba en 1909 y es entonces cuando conoce al señor Andrés Gómez Mena, rico terrateniente y empresario, quien le ofrece un modesto empleo y seguidamente lo asciende a Jefe de Oficinas del Central Azucarero Mercedita, una de las más importantes empresas de su género en Cuba. Por el celo y la competencia demostrados, a los dos años fue ascendido a la administración del central y en 1918 fue nombrado administrador general de la poderosa empresa azucarera.
Bien establecido en Cuba no se olvida de las vicisitudes y de los trabajos que pasan sus compatriotas allende el mar. Se reúne con sus coterráneos con el objetivo de formar un núcleo numeroso para liberar la patria lejana. Constituye una agrupación denominada Ateneo Canario con fines artísticos, literarios y culturales.
Fue fundador y primer director del órgano portavoz de la Asociación Obrera de Canarias, El Obrero, y miembro de la junta directiva de la Asociación de la Prensa de Tenerife, creada en 1902. En 1924 fundó el Partido Nacionalista Canario (PNC) en La Habana y fue su presidente. Ese mismo año salió a la luz pública el órgano publicitario “El Guanche”, en su segunda etapa, es escogido para la campaña nacionalista, por el Partido Nacionalista Canario. Interviene de una manera directa en la vida cubana. Colabora en el importante periódico “La Discusión” con el pseudónimo de Ecónomo y redacta muy numerosos artículos sobre materias diversas en distintos periódicos habaneros y de provincias; publica múltiples folletos; pronuncia infinidad de conferencias sobre sociología, filosofía, literatura y política, todo lo cual le capta la natural simpatía y el aprecio de prominentes hombres públicos cubanos y extranjeros. Hombre de acción, de sorprendente capacidad para el trabajo, sin abandonar las tareas periodísticas, ni su polifacética labor intelectual, forma parte de diversas asociaciones de colonos, del Club Rotario y de cuantas asociaciones culturales reclamaban sus servicios.  El Instituto Nacional de Previsión y Reformas Sociales lo nombró miembro de la Comisión de Arte donde realizó una excelente labor.
Fundó el Club “Mercedita” en los terrenos del central azucarero que dirigía. Por el mismo desfiló lo mejor de la intelectualidad cubana he hicieron gala de su arte exquisitos poetas, músicos, oradores y artistas de todos los géneros. Dotó a esta institución con una excelente biblioteca con más de 6000 volúmenes. 
Fundó también una escuela de enseñanza primaria, un preescolar y una escuela de corte y costura y embelleció los alrededores con magníficos jardines. Creó un extensísimo y rico vivero de miles de plantas cubanas y exóticas y fundó y presidió la Sociedad de Amigos del Árbol. 
De su peculio personal instituyó un premio denominado “Arango y Parreño” consistente en medallas de oro, plata y cobre y diplomas para los niños más destacados de las escuelas de los Municipios de Güines y Melena del Sur. A sus gestiones y aportes se debió la creación del Instituto de Segunda Enseñanza de Güines y organizó la Federación de Bibliotecas de Cuba de la que fue su presidente. 
Pero el clímax de su vida cultural lo alcanzó con la fundación de la Revista Cúspide, órgano periodístico del Club  “Mercedita”, una de las mejores de Cuba en su época. El gobierno cubano por su extraordinaria labor en “Cúspide” le confirió la Orden Nacional de Mérito Carlos Manuel de Céspedes en el grado de Caballero, la más importante de Cuba en su tiempo. La Asociación de Escritores y Artistas de Cuba lo hizo uno de sus más distinguidos miembros. El Grupo “América” de la ciudad de Matanzas acordó rendirle tributo de admiración y concederle diploma de Miembro de Honor. Con tal objetivo se celebró un extraordinario acto en dicha ciudad el 6 de agosto de 1939, donde se le rindió un homenaje excepcional. De vuelta a La Habana, ese mismo día, en fatal accidente automovilístico, quedó truncada la vida de este hombre ejemplar, llorado por todos los cubanos.

## RevistaCúspide

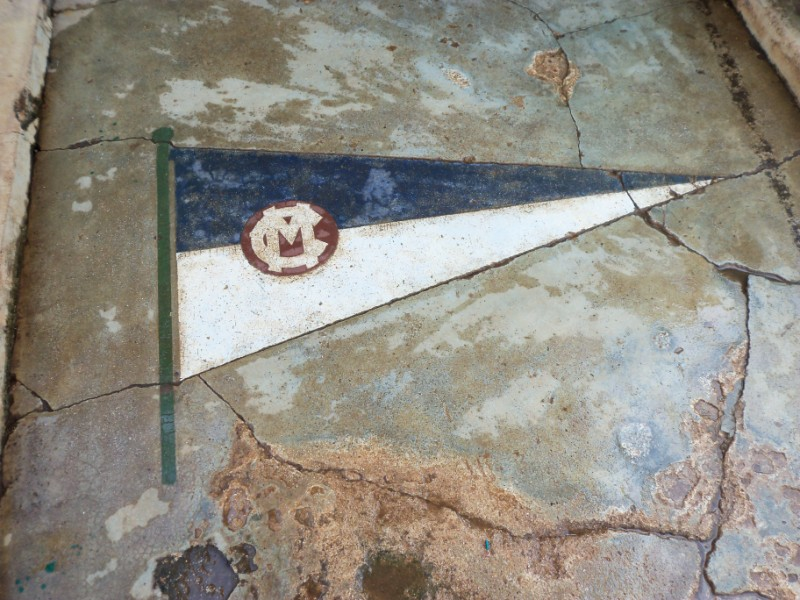
Bandera a la entrada del Club Mercedita, donde radicaba la revista.

El artículo: Revista Cúspide alberga más información sobre el tema.

"El Central Mercedita es una fábrica de azúcar propiedad de los Gómez Mena; pero el alma artística que ennoblece el materialismo, es este señor de confianza ilimitada. Así, en torno a la maquinaria, a la caña, a los bueyes, a las siembras y la fiebre comercial, ha fijado parques de diversiones, jardines, biblioteca pública, club artístico y de recreo, y mantiene como órgano de ese movimiento progresista, la revista Cúspide, que puede calificarse como la mejor publicación literaria de esta Isla..."
Gerardo Castellano G., Revista Cúspide - 15 de agosto de 1938

"Ejemplar raro de isleño o español que venga a Cuba como Cabrera: que ganado en abundancia, en laborioso cargo de confianza, se dedique, no a apilar fortuna, sino a crear centros de cultura, y mantener una revista, cátedra de excelente literatura, abierta a todos los aspirantes de saber"
Gerardo Castellano G., Revista Cúspide - 15 de agosto de 1938

## Artículos de revistas
- "Las propuestas educativas de José Cabrera Díaz". Historia de la Educación: Revista universitaria Archivado el 18 de octubre de 2007 en Wayback Machine. n.º 17, 1998. Manuel Ferrez Lorenzo.
- Cortazar y Ulloa F. El postrer viaje del mecenas. Cúspide. 1939; 3 (8): 96-99.
- Delgado Fernández G. José Cabrera Díaz. Cúspide. 1938; 2 (11): 15-17.
- Muñoz Gilbar F. José Cabrera Díaz. In Memoriam. Cúspide. 1939; 3 (8): 95-96.
- Delgado García G. Minibiografía de José Cabrera Díaz.